# إدوارد إنغرام
إدوارد إنغرام هو مؤرخ كندي، ولد في 1945.